# 海岸擬茀蕨
海岸擬茀蕨（学名：Phymatosorus scolopendria），又稱瘤蕨为水龍骨科擬茀蕨屬下的一个种。